# Saint-Martin-de-Nigelles
Saint-Martin-de-Nigelles è un comune francese di 1 639 abitanti situato nel dipartimento dell'Eure-et-Loir nella regione del Centro-Valle della Loira.

## Società

### Evoluzione demografica
Abitanti censiti